# We Are the World
We Are the World – singel charytatywny wykonany przez amerykański zespół USA for Africa, którego celem było zebranie pieniędzy na pomoc dla głodujących w Afryce. Pomysłodawcą projektu był Harry Belafonte, piosenkę napisali Michael Jackson i Lionel Richie, a jej producentami byli Quincy Jones i Michael Omartian.
Nagranie zrealizowano w nocy 28 stycznia 1985, bezpośrednio po wieczornej ceremonii rozdania American Music Awards, co było sposobem na zebranie tylu artystów w jednym miejscu i czasie.
Singiel miał premierę 7 marca 1985 i w pierwszym tygodniu rozszedł się w nakładzie 
800 tys. egzemplarzy. Zadebiutował na 21. miejscu na liście Hot 100 „Billboardu”, a po trzech tygodniach pobytu w notowaniu dotarł do pierwszego miejsca. Piosenka przyniosła 90 mln dol. zysku. Twórcy w 1985 odebrali za utwór dwie nagrody Grammy za wygraną w kategoriach: piosenka roku i nagranie roku.
W styczniu 2024 premierę miał film dokumentalny Netfliksa The Greatest Night in Pop, którego reżyser Bao Nguyen przedstawił historię powstania i nagrania piosenki. O kulisach sesji nagraniowej opowiedzieli m.in. Lionel Richie, Bruce Springsteen, Huey Lewis, Dionne Warwick i Cyndi Lauper.

## Lista wykonawców według kolejności śpiewania

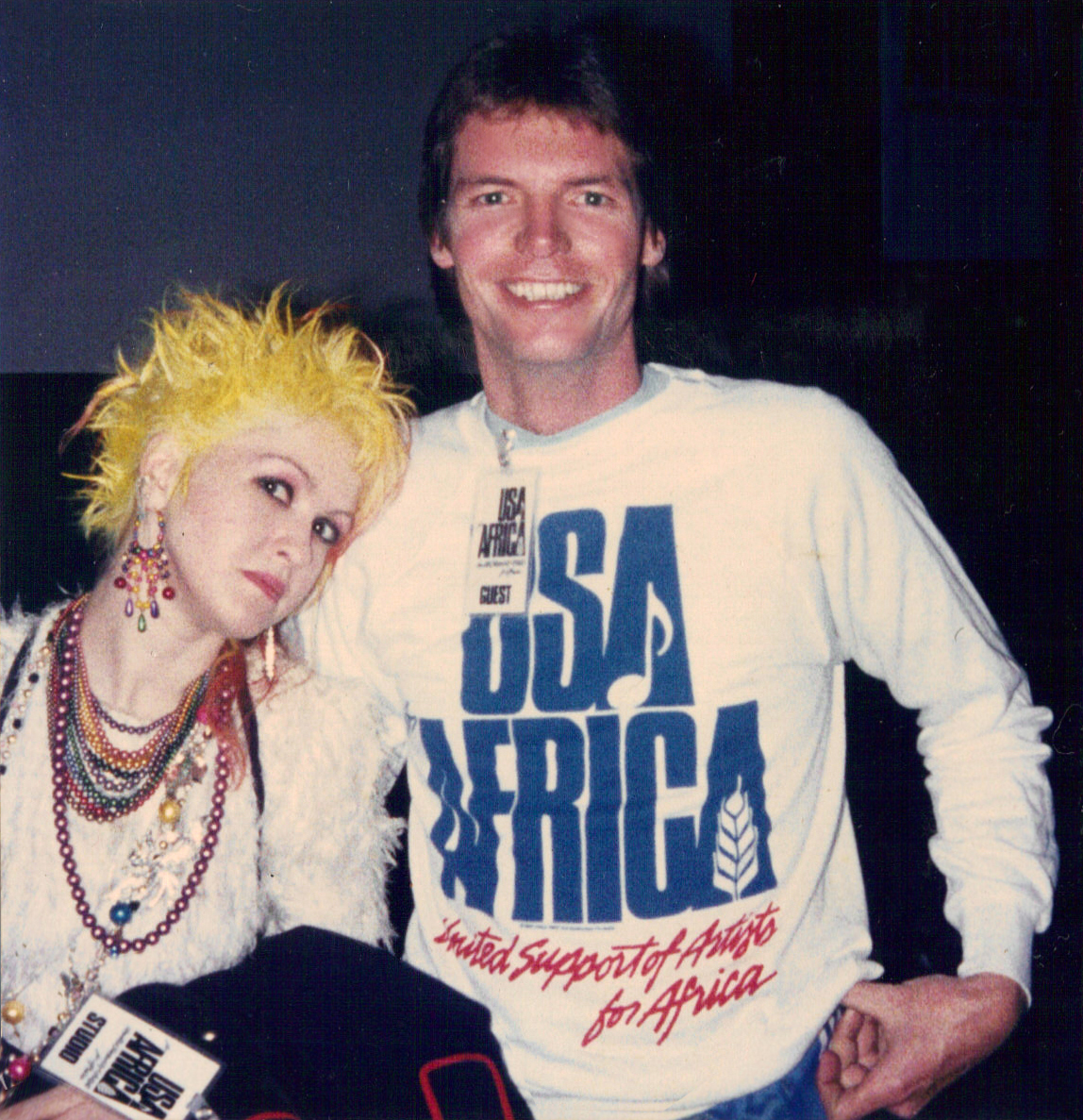
Cyndi Lauper ze studyjną plakietką, obok widoczna jedna z bluz z logo USA for Africa, które wręczano obecnym w A&M Studios w Hollywood (28 stycznia 1985).

- Lionel Richie
- Stevie Wonder
- Paul Simon
- Kenny Rogers
- James Ingram
- Tina Turner
- Billy Joel
- Michael Jackson
- Diana Ross
- Dionne Warwick
- Willie Nelson
- Al Jarreau
- Bruce Springsteen
- Kenny Loggins
- Steve Perry
- Daryl Hall
- Huey Lewis
- Cyndi Lauper
- Kim Carnes
- Bob Dylan
- Ray Charles

## Nowa wersja (2010)
Nowa wersja została nagrana w 2010 roku. Zyski ze sprzedaży miały wspomóc poszkodowanych w wyniku trzęsienia ziemi na Haiti. Nagranie odbyło się w tym samym studiu, co pierwowzór. Wystąpili m.in. Akon, Jason Mraz, Wyclef Jean, Carlos Santana, Céline Dion, Enrique Iglesias, Justin Bieber, Usher, Toni Braxton, Jennifer Hudson, Kanye West, Kid Cudi, Miley Cyrus i Jamie Foxx. Premiera utworu odbyła się 12 lutego 2010  roku podczas relacji z otwarcia zimowych igrzysk olimpijskich w Vancouver.

## Pozycje na listach przebojów
| Kraj              | Lista                               | Pozycja |
| ----------------- | ----------------------------------- | ------- |
| Australia         | Kent Music Report                   | 1       |
| Austria           | Ö3 Austria Top 40                   | 2       |
| Belgia            | Ultratop 50 (Flandria)              | 1       |
| Dania             | Hitlisten                           | 3       |
| Finlandia         | Suomen virallinen lista             | 1       |
| Francja           | SNEP                                | 1       |
| Hiszpania         | Spanish Singles Chart               | 1       |
| Holandia          | Dutch Top 40                        | 1       |
| Irlandia          | Top 100 Singles                     | 1 \|-   |
| Kanada            | Canada Top Singles (RPM)            | 1       |
| Kanada            | Canada Adult Contemporary (RPM)     | 1       |
| Niemcy            | Official German Charts              | 2       |
| Norwegia          | VG-lista                            | 1       |
| Nowa Zelandia     | Recorded Music NZ                   | 1       |
| Portugalia        | TMP Airplay                         | 1       |
| RPA               | Springbok Radio                     | 1       |
| Szwecja           | Sverigetopplistan                   | 1       |
| Szwajcaria        | Schweizer Hitparade                 | 1       |
| Wielka Brytania   | UK Singles Chart                    | 1       |
| Włochy            | Hit Parade Italia                   | 1       |
| Stany Zjednoczone | Hot 100                             | 1       |
| Stany Zjednoczone | Adult Contemporary (Billboard)      | 1       |
| Stany Zjednoczone | Hot Dance Singles Sales (Billboard) | 1       |
| Stany Zjednoczone | Hot Country Songs (Billboard)       | 76      |
| Stany Zjednoczone | Hot R&B/Hip-Hop Songs (Billboard)   | 1       |
| Stany Zjednoczone | Mainstream Rock Songs (Billboard)   | 27      |
| Stany Zjednoczone | Cashbox                             | 27      |